# Transilien R

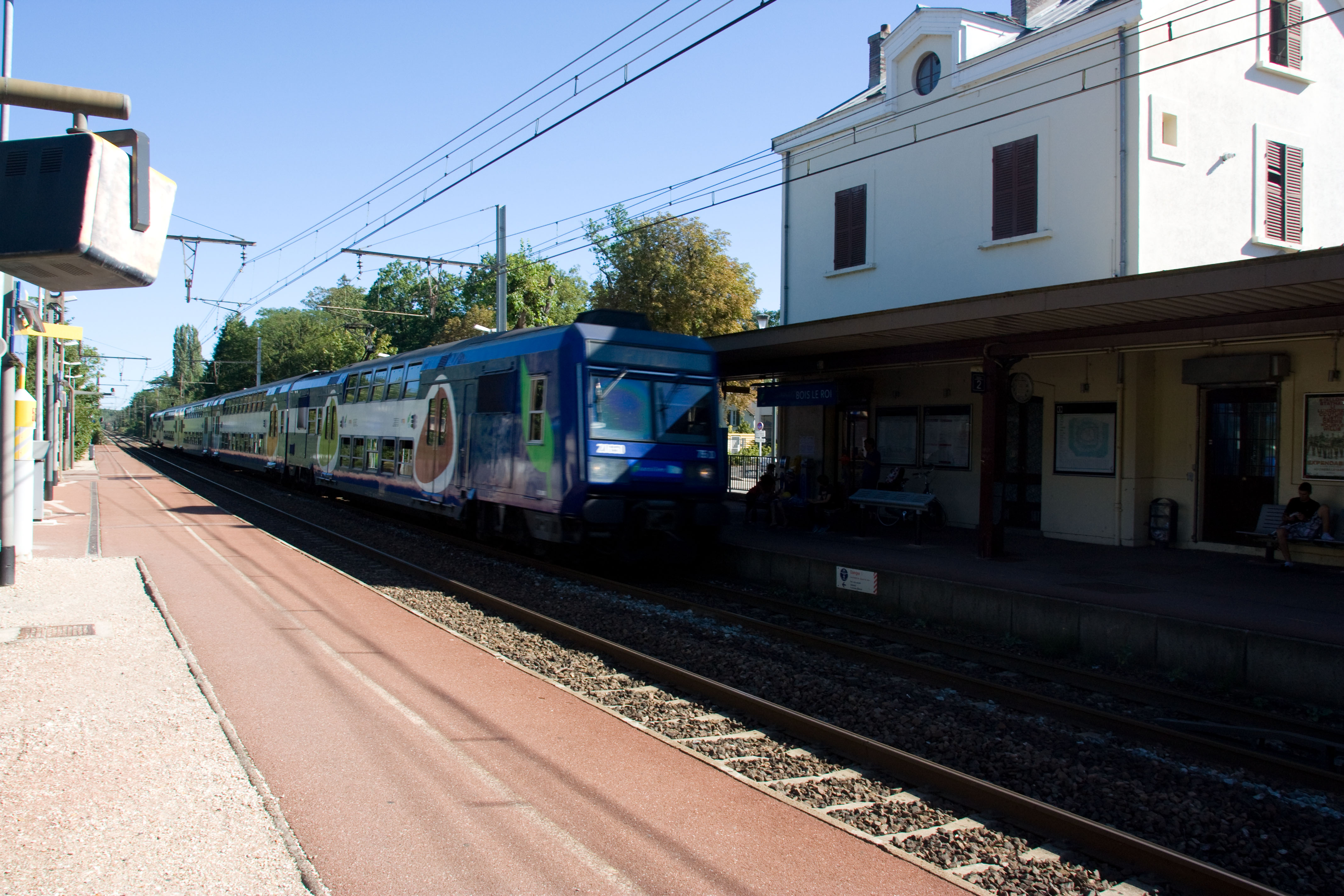
Een treinstel Z 20500 op station Bois-le-Roi.

Transilien lijn R is een lijn van Transilien in de regio Île-de-France. Hij verbindt Parijs, Montereau (Seine-et-Marne) en Montargis (Loiret). Hij omvat ook een pendel tussen Melun en Montereau via Héricy. Deze lijn wordt geëxploiteerd door de SNCF, is 150 km lang, en vervoert circa 60.000 passagiers per dag.

## Exploitatie
De treinen op lijn R rijden over het algemeen een halfuursdienstregeling in de spits, en een uurdienstregeling daarbuiten. Alleen op de relatie Melun - Montereau geldt er een hogere frequentie in de daluren, namelijk een halfuursdienstregeling. De lijn R wordt geëxploiteerd tussen 5 uur 's ochtends en 1 uur 's nachts, elke dag van het jaar, met vierentwintig treinstellen Z 5300, zestien treinstellen Z 5600 en 126 treinstellen Z 20500. Het materieel van de lijn wordt gedeeld met de RER D, en het grootste deel van het materieelpark rijdt op die lijn.
Bij wijze van uitzondering wordt de dienst soms verlengd tot aan de volgende ochtend, ter gelegenheid van belangrijke gebeurtenissen zoals muziekfestivals en nieuwjaarsnacht. Bij deze gelegenheid wordt de dienst, getiteld "Nuit Festive", gereden tussen Melun en Montereau via Moret - Veneux-Les-Sablons, door twee treinen die vertrekken om vier uur en rond vijf uur. De treinen bieden overstap op de treinen van de RER D naar Parijs op het station van Melun. De nachttreinen stoppen op alle tussengelegen stations behalve dat van Fontainebleau-Forêt.

## Overzicht van de lijn
De transilien lijn R kent 25 stations. Zij loopt langs meer stations tussen Parijs en Melun, maar deze worden alleen aangedaan door treinen van de RER D.

### Transilien R
|  |   |  |   |  | Station                    | Zone | Plaatsen                            | Overstappen                  |
|  | - |  | - |  | -------------------------- | ---- | ----------------------------------- | ---------------------------- |
|  | o |  |   |  | Gare de Lyon               | 1    | Parijs 12e arrondissement           | TER Bourgogne grandes lignes |
|  | o |  |   |  | Melun                      | 5    | Melun                               | TER Bourgogne grandes lignes |
|  | o |  |   |  | Bois-le-Roi                | 5    | Bois-le-Roi, Fontaine-le-Port       | TER Bourgogne                |
|  | o |  |   |  | Fontainebleau-Forêt        | 5    | Forêt de Fontainebleau              |                              |
|  | o |  |   |  | Fontainebleau - Avon       | 5    | Fontainebleau, Avon                 | TER Bourgogne Grandes Lignes |
|  | o |  |   |  | Thomery                    | 5    | Thomery                             | TER Bourgogne                |
|  | o |  |   |  | Moret - Veneux-les-Sablons | 5    | Moret-sur-Loing, Veneux-les-Sablons | TER Bourgogne                |
|  |   |  | o |  | Saint-Mammès               | 5    | Saint-Mammès                        | TER Bourgogne                |
|  |   |  | o |  | Montereau                  | 5    | Montereau-Fault-Yonne               | TER Bourgogne                |
|  | o |  |   |  | Montigny-sur-Loing         | 5    | Montigny-sur-Loing                  |                              |
|  | o |  |   |  | Bourron-Marlotte - Grez    | 5    | Bourron-Marlotte, Grez-sur-Loing    |                              |
|  | o |  |   |  | Nemours - Saint-Pierre     | 5    | Nemours, Saint-Pierre-lès-Nemours   | grandes lignes               |
|  | o |  |   |  | Bagneaux-sur-Loing         | 5    | Bagneaux                            |                              |
|  | o |  |   |  | Souppes - Château-Landon   | 5    | Souppes-sur-Loing, Château-Landon   |                              |
|  | o |  |   |  | Dordives                   | *    | Dordives                            |                              |
|  | o |  |   |  | Ferrières - Fontenay       | *    | Ferrières-en-Gâtinais               |                              |
|  | o |  |   |  | Montargis                  | *    | Montargis                           | grandes lignes               |

* Passe Navigo niet geldig

(De donker gekleurde stations zijn eindbestemming tijdens sommige missies.)

### Pendel Melun - Montereau via Héricy
|  |   |  | Station                       | Zone | Plaatsen                       | Overstappen                  |
|  | - |  | ----------------------------- | ---- | ------------------------------ | ---------------------------- |
|  | o |  | Melun                         | 5    | Melun                          | TER Bourgogne grandes lignes |
|  | o |  | Livry-sur-Seine               | 5    | Livry-sur-Seine, Vaux-le-Pénil |                              |
|  | o |  | Chartrettes                   | 5    | Chartrettes                    |                              |
|  | o |  | Fontaine-le-Port              | 5    | Fontaine-le-Port               |                              |
|  | o |  | Héricy                        | 5    | Héricy                         |                              |
|  | o |  | Vulaines-sur-Seine - Samoreau | 5    | Vulaines-sur-Seine, Samoreau   |                              |
|  | o |  | Champagne-sur-Seine           | 5    | Champagne-sur-Seine, Thomery   |                              |
|  | o |  | Vernou-sur-Seine              | 5    | Vernou-la-Celle-sur-Seine      |                              |
|  | o |  | La Grande-Paroisse            | 5    | La Grande-Paroisse             |                              |
|  | o |  | Montereau                     | 5    | Montereau-Fault-Yonne          | TER Bourgogne                |

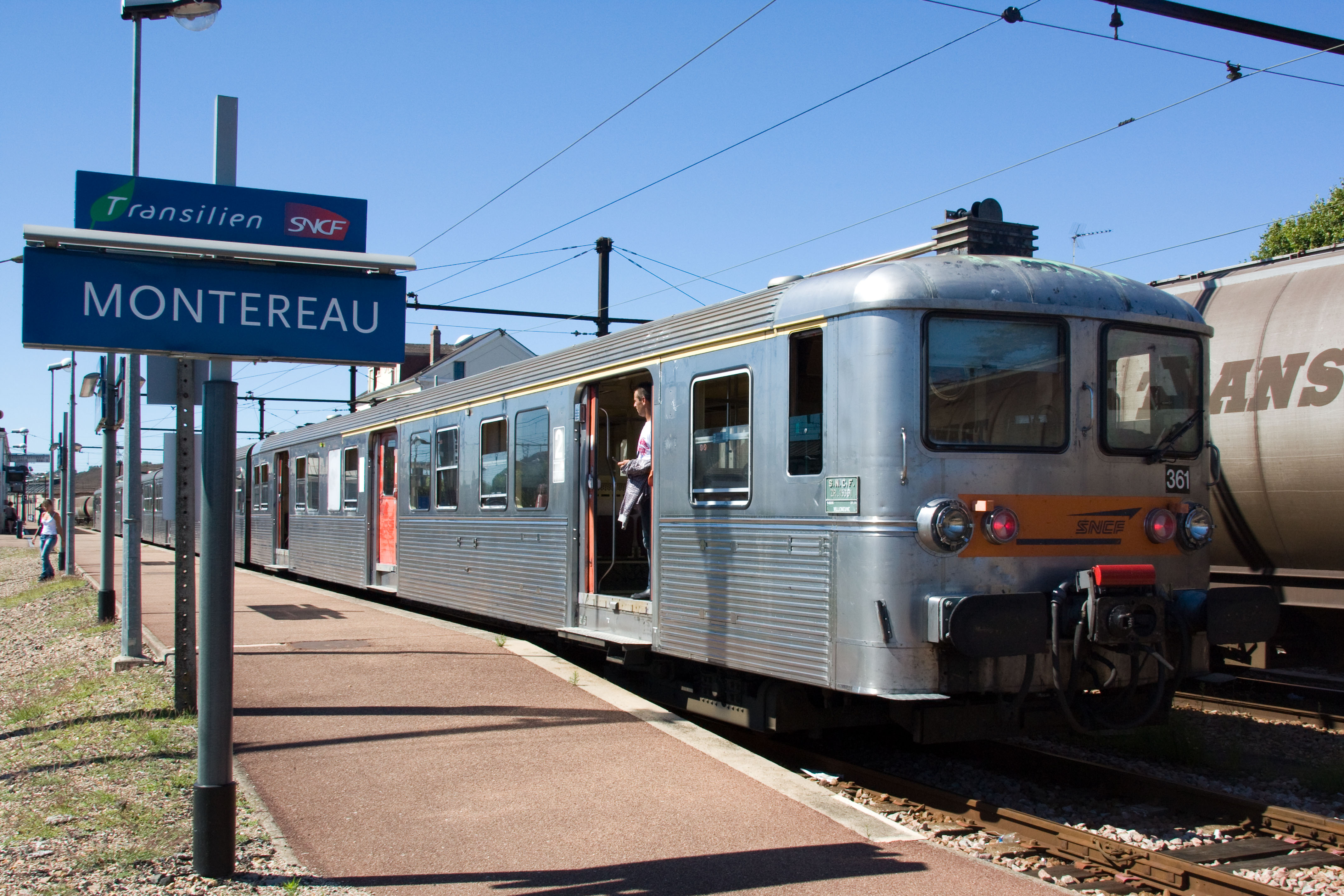
Een treinstel Z 5300 op station Montereau.

(De donker gekleurde stations zijn eindbestemming tijdens sommige missies.)

## Missienamen
In tegenstelling tot treinen in België en Nederland, staat er op de treinen op het transilien-netwerk geen eindstation, maar een vierletterige code op de trein . Deze code heeft een betekenis:

### Eerste letter: de eindbestemming
De eerste letter van de code geeft de eindbestemming aan:
- G: Montargis
- K: Montereau
- P: Parijs, Gare de Lyon
- Y: Moret - Veneux-les-Sablons
- Z: Melun

### Tweede letter: Het type dienst
- A: Vertrek vanaf Parijs, Non-stop Parijs - Melun, stopt op alle tussengelegen stations tussen Melun en Montereau via Moret - Veneux-Les-Sablons
- E: Semi-direct Parijs - Montargis, stopt ook op Fontainebleau-Forêt
- I: Semi-direct Parijs - Montargis
- O: Stoptrein Melun - Montereau via Héricy
- O: Vertrek vanaf Montereau, stopt op alle tussengelegen stations tot Melun, rijdt via Moret - Veneux-Les-Sablons daarna Non-stop tot Parijs.

### Derde letter: Route van de dienst

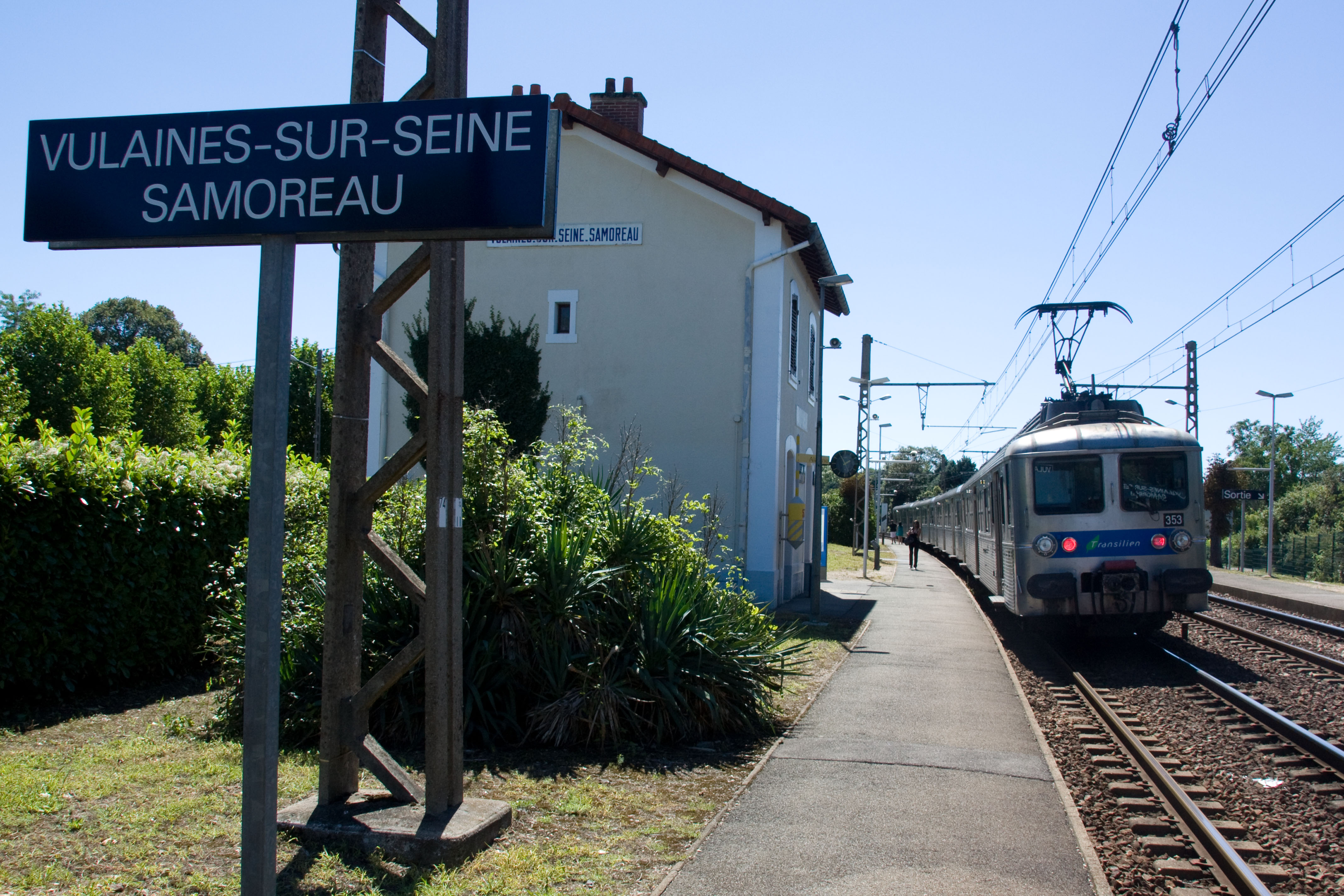
Op station Vulaines-sur-Seine - Samoreau.

- D: Directe dienst tussen Parijs en Melun, vervolgens tussen Montereau en Melun via Hericy
- H: Via Hericy
- M: Via Moret - Veneux-les-Sablons, Direct tussen Parijs en Melun

### Vierde letter: Precieze informatie over de dienst
- A: Trein rijdt van het zuiden naar het noorden
- E: Trein rijdt op de tak naar Montargis, stopt alleen in Parijs, Melun, Fontainebleau-Avon, Moret - Veneux-Les-Sablons, Nemours-Saint Pierre, Souppes-Château Landon en Montargis
- I: Trein rijdt op de tak naar Montargis, stopt alleen in Parijs, Melun, Fontainebleau-Avon, Moret - Veneux-Les-Sablons, Nemours-Saint Pierre, Souppes-Château Landon, Ferrières-Fontenay, Dordives en Montargis
- O: Trein rijdt van het noorden naar het zuiden
- U: Trein rijdt op de tak naar Montargis, stopt alleen in Parijs, Melun, Fontainebleau-Avon en op de stations tussen Moret - Veneux-Les-Sablons en Montargis behalve Ferrières-Fontenay et Dordives.

| Bestemming                 | Missie codes                        |
| -------------------------- | ----------------------------------- |
| Montargis                  | GEMU, GIME, GIMO, GIMU, GOMO        |
| Montereau                  | KAMO, KODO, KOHO                    |
| Paris-Gare de Lyon         | PIMA, PIME, PIMU, PODA, POMA, POMU, |
| Moret - Veneux-les-Sablons | YAMO, YOMA                          |
| Melun                      | ZODO, ZOHA                          |

Schuin gedrukt betekent een ongewone dienst (Werkzaamheden, Stakingen, "Nuit Festive" Rit)

## Materieel

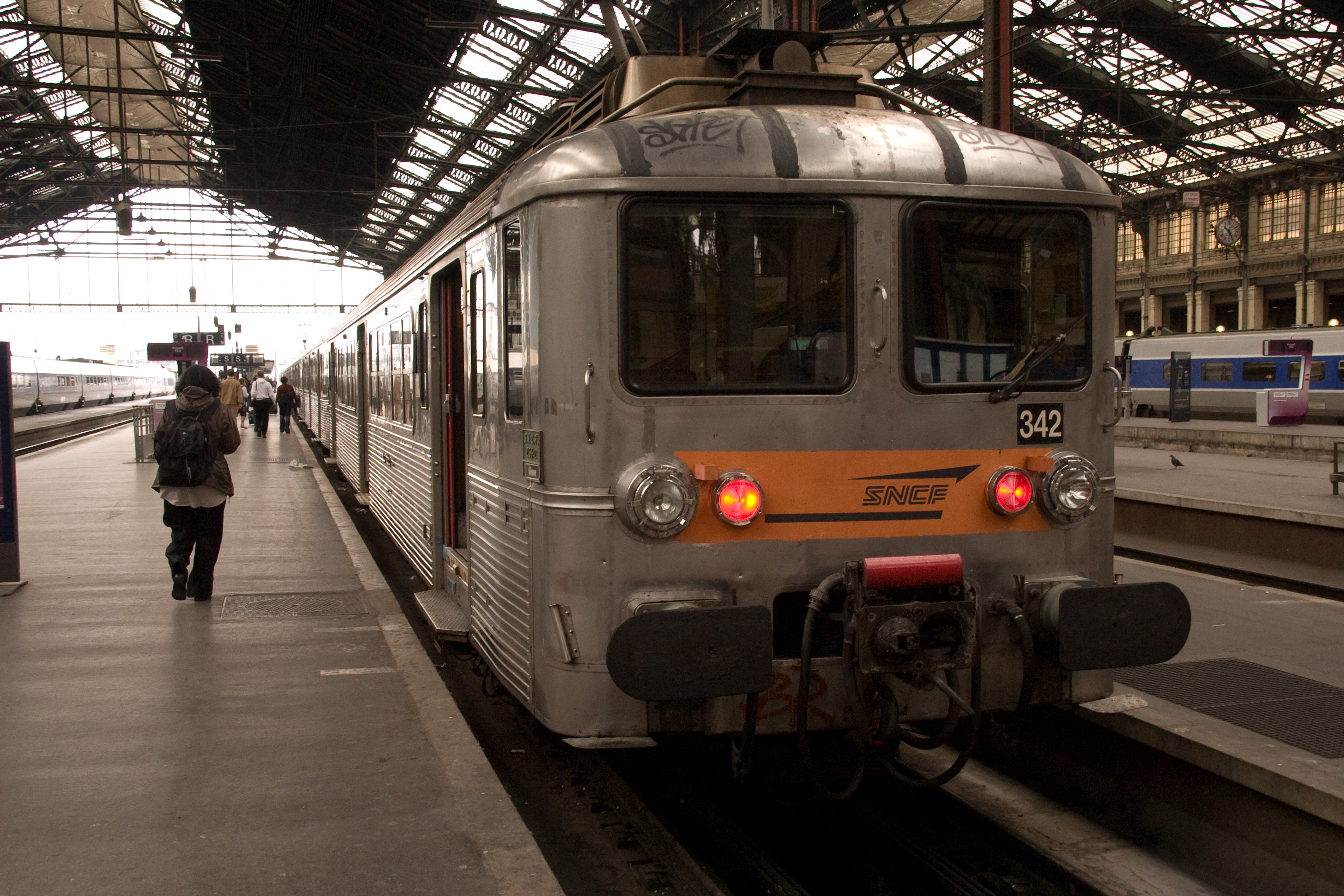
Een treinstel Z 5300 op station Paris Gare de Lyon.

De dienstregeling op lijn R wordt verzorgd door treinstellen Z 5300, Z 5600 en Z 20500.

### Buitendienststelling van de Z 5300-treinstellen
Sinds eind 2009 worden meer Z 20500-treinstellen van de lijnen H, K, J en L, die de Z 5300-treinstellen moeten vervangen, naar lijn R gehaald.
De komst van de Z 20500-treinstellen van lijn P, die vrijkomen na de komst van de Z 50000 "Francilien"-treinstellen, en de komst van extra Z 5600-treinstellen van de RER C, die vrijkomen na de herpositionering van enkele Z 20500-treinstellen, zullen er uiteindelijk voor zorgen dat de Z 5300-treinstellen buiten dienst kunnen worden gesteld.

## Toekomst

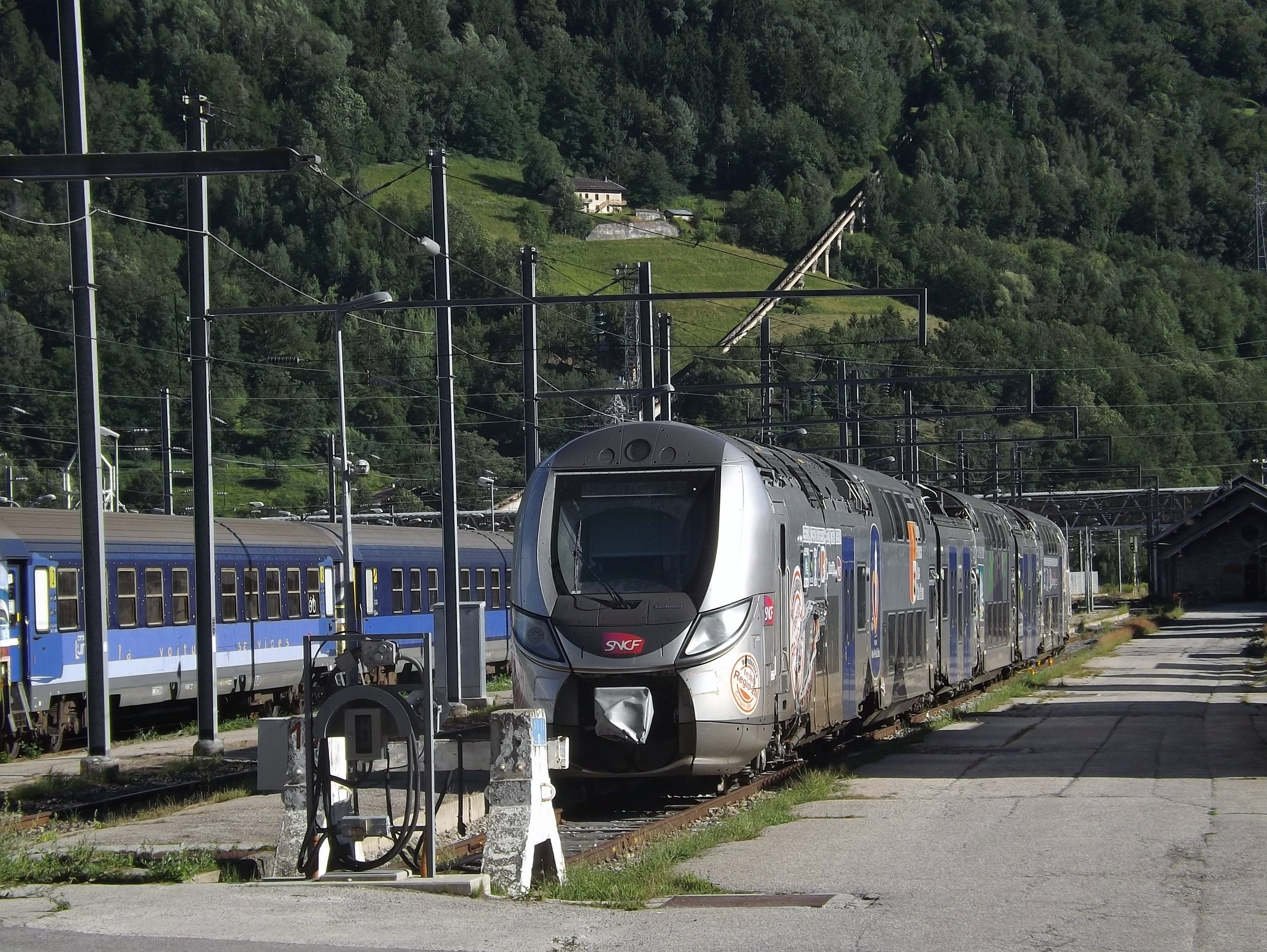
Een Régio2N-treinstel tijdens de testfase, te Bourg-Saint-Maurice.

Vanaf eind 2018 worden 48 nieuwe treinstellen van het type Régio2N geleverd voor lijn R. Hierdoor zullen de Z 2N-treinstellen, die nu gedeeld worden met de RER D, op deze laatste lijn ingezet worden. Hiermee zullen alle diensten op de lijn overgenomen worden door het nieuwe materieel.
De Régio2N-treinstellen zijn 110 meter lang, dubbeldeks, en bieden per treinstel circa 600 zitplaatsen. Op het drukste moment van de spits zullen de treinstellen tot drie stellen gekoppeld worden, waarmee een trein ontstaat van 330 meter lang, waarin zo'n 1800 mensen kunnen zitten. Daarmee kunnen de reizigers comfortabel vervoerd worden, ondanks de lange reistijden op de lijn, die op kunnen lopen tot anderhalf uur (waarvan 30 minuten tussen Parijs en Melun).
De treinstellen zijn tegelijk besteld met 43 treinstellen voor de lijnen H, K en L. De totale waarde van deze investering bedraagt meer dan 900 miljoen euro.